# 5 Minute
5 Minute ist ein Filmdrama von Dan Chișu, das im Oktober 2019 beim Internationalen Filmfestival Warschau seine Weltpremiere feierte.

## Hintergrund
Im Jahr 2013 wurde in einem Arthouse-Kino in Bukarest eine Vorstellung von Lisa Cholodenkos Film The Kids Are All Right, in dem Annette Bening und Julianne Moore ein Paar spielen, das zwei Teenager großzieht, von Vertretern einer rechtsextremen Bewegung unterbrochen, die gegen die Botschaft des Films protestierten. Die Presse warf der Polizei vor, nicht eingegriffen zu haben, um den Konflikt zu beenden. Der Film konzentriert sich auf den Standpunkt von Nicu Holban, dem Leiter des Teams, der von der örtlichen Gendarmerie entsandt wurde, um sicherzustellen, dass die Störung nicht eskaliert.

## Produktion
Regie führte Dan Chișu, der auch das Drehbuch schrieb. Chișu erklärt, es gehe in seinem Film darum, die Wahrheit zu analysieren und zu untersuchen, wie sie von den Medien, als vierte Gewalt, verändert werden kann und über welche Mittel sie verfügen, um die öffentliche Meinung zu manipulieren. Die Wahrheit sehe aus verschiedenen Blickwinkeln anders aus, so der Regisseur, in diesem Fall gebe es die Blickwinkel der Strafverfolgung und der Medien. So lässt er die Eskalation von der  jungen Journalistin Liliana Calomfir betrachten.
Eine erste Vorstellung des Films erfolgte am 17. Oktober 2019 im Rahmen des Internationalen Filmfestivals Warschau. Am 27. März 2020 sollte er in die rumänischen Kinos kommen, der Start wurde jedoch wegen der Coronavirus-Pandemie auf einen unbekannten Zeitpunkt verschoben.

## Auszeichnungen
Internationales Filmfestival Warschau 2019
- Nominierung im Wettbewerb[6]

Premiilor Gopo 2021
- Auszeichnung als Bester Hauptdarsteller (Mihai Călin)
- Auszeichnung als Beste Hauptdarstellerin (Diana Cavallioti)
- Auszeichnung als Bester Nebendarsteller (Emanuel Pârvu)
- Auszeichnung als Beste Nebendarstellerin (Elvira Deatcu)
- Nominierung für die Besten Kostüme (Adina Bucur)
- Nominierung für das Beste Make-up und die besten Frisuren (Manuela Simionescu und Dana Roșeanu)[7][8]